# 대월중학교 축구단
대월중학교 축구부는 경기도 이천시에 위치한 대월중학교의 축구부이다. 대월중학교가 운영하는 축구부로 1996년에 창단하였다.

## 같이 보기
- 대월중학교